# Mala Zimetbaum
Malka („Mala”) Zimetbaum (ur. 26 stycznia 1918 w Brzesku, zm. 22 sierpnia 1944 lub 15 września 1944 w Auschwitz-Birkenau) – belgijska Żydówka urodzona w Polsce, działaczka ruchu oporu i uciekinierka z obozu koncentracyjnego Auschwitz-Birkenau w 1944 roku.

## Życiorys
Mala Zimetbaum urodziła się 26 stycznia 1918 w Brzesku jako córka kupca Pinkusa i jego żony Chai Zimetbaum, ale dorastała w Antwerpii w Belgii, gdzie jej rodzina przeprowadziła się w 1928 roku. Była najmłodszym dzieckiem z pięciorga rodzeństwa. W Antwerpii uczęszczała do szkoły podstawowej. Interesowała ją szczególnie matematyka i nauka języków obcych. Biegle posługiwała się: flamandzkim, francuskim, niemieckim, angielskim, polskim i w pewnym stopniu rosyjskim. Działała w żydowskiej organizacji Hanoar Hatzioni. Ze względu na chorobę ojca (ślepota), a przez to trudne warunki materialne, przerwała naukę w szkole średniej i rozpoczęła pracę jako krawcowa w domu mody „Maison Lilian”, a następnie jako tłumaczka-sekretarka w małej firmie jubilerskiej.
Została aresztowana 22 lipca lub 11 września 1942 roku w czasie łapanki Żydów na dworcu Antwerpen-Centraal i osadzona w obozie przejściowym w Mechelen (fr. Malines). 15 września 1942 roku znalazła się w transporcie 1048 Żydów i została wywieziona do KL Auschwitz. W Birkenau, do którego transport dotarł 17 września, otrzymała numer obozowy 19880.

### Obóz Auschwitz-Birkenau
Po selekcji, jako zdolna do pracy, trafiła do obozu kobiecego w Auschwitz II – Birkenau. Zimetbaum ze względu na znajomość języków obcych pracowała w obozie jako goniec i tłumaczka. Do jej zadań należało również m.in. przydzielanie obowiązków więźniarkom, które zostały zwolnione z ambulatorium jako zdrowe. Jednocześnie, korzystając ze swojego stanowiska, pomagała innym więźniarkom. Była więźniarka zeznała w 1964 roku jako świadek w pierwszym procesie we Frankfurcie:

Malę Zimetbaum znałam od 1942. To była wyjątkowa osobowość, ta młoda kobieta. Miała dobrą pozycję i w przeciwieństwie do innych, którzy tę władzę sprawowali, była dobra, litościwa, zawsze wszystkim pomagała i patrzyła, jak anioł. Wiedziała, jaka była sytuacja Żydów w obozie.

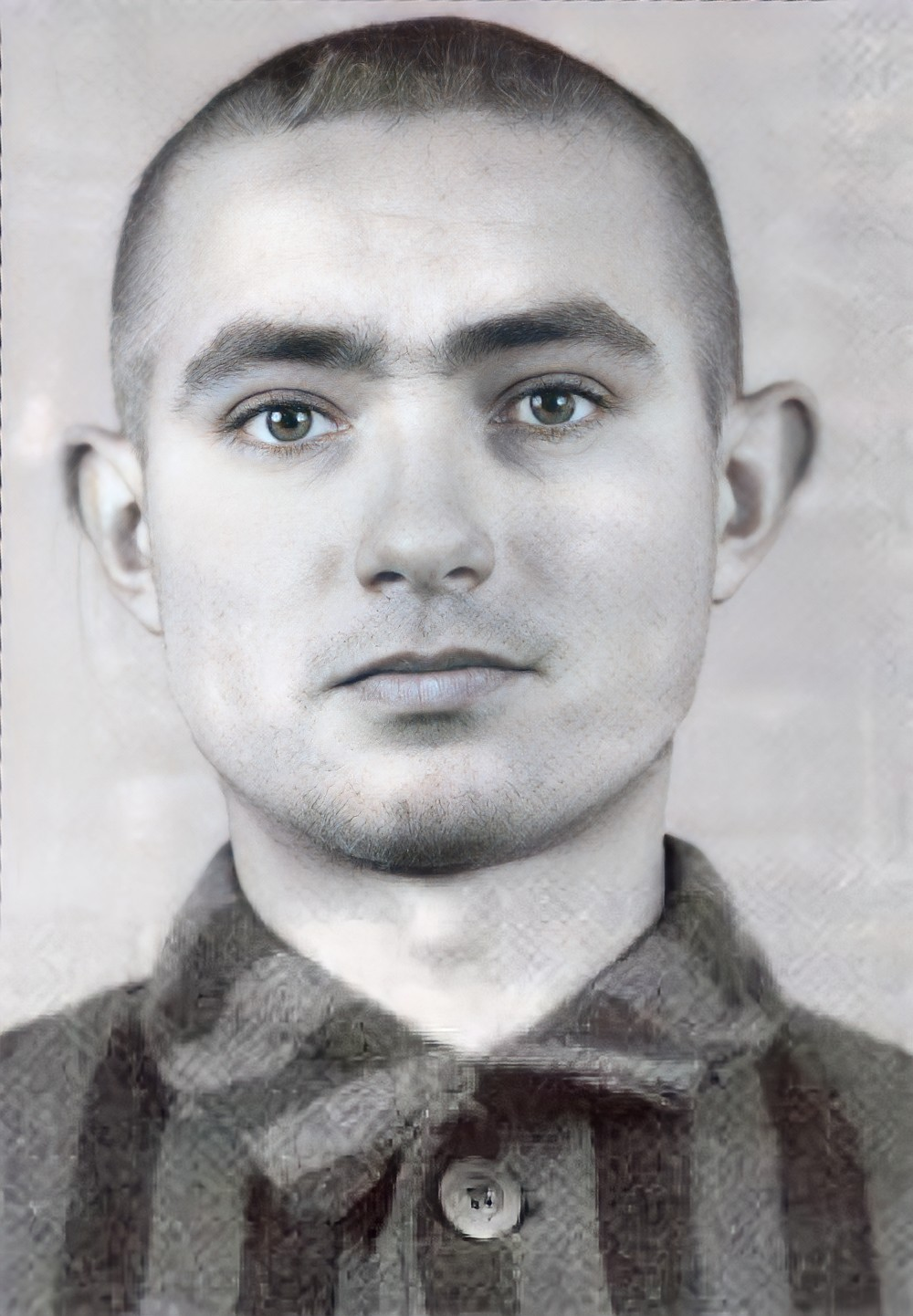
Edward Galiński (1941)

W obozie, na przełomie roku 1943 i 1944, Mala Zimetbaum poznała Edwarda Galińskiego, który jako instalator przebywał w obozie kobiecym, dokonując niezbędnych napraw. Zimetbaum zakochała się w Galińskim z wzajemnością. Galiński (ur. 5 października 1923 w Tuligłowach koło Jarosławia), uczeń szkoły średniej, został aresztowany wiosną 1940 roku w ramach „Akcji AB”. Najpierw osadzono go w więzieniu Gestapo w Tarnowie, a 14 czerwca tego samego roku został deportowany do KL Auschwitz wraz z pierwszym transportem 728 więźniów politycznych. Otrzymał numer obozowy 531. Pracował w Auschwitz I w obozowej ślusarni, której kierownikiem był Niemiec z Bielska, Edward Lubusch. Pod koniec 1943 roku Galiński postarał się o przeniesienie do zespołu instalatorów w Auschwitz II – Birkenau, skąd, wraz ze swoim przyjacielem z Jarosławia, Wiesławem Kielarem, przygotowywali ucieczkę z obozu. Kielar, któremu Galiński zwierzał się z uczuć, zrezygnował z ucieczki, a jego miejsce zajęła Mala Zimetbaum.

### Ucieczka i śmierć
24 czerwca 1944 roku Zimetbaum, w kombinezonie roboczym niosąca umywalkę, uciekła z Auschwitz z Galińskim, który „eskortował” ją przebrany w mundur esesmana. Mundur oraz broń Galiński otrzymał od Edwarda Lubuscha, który często pomagał więźniom. Pierwotnie para planowała udać się do Zakopanego, gdzie mieszkała siostra Kielara, ale w trakcie ucieczki zmienili plany decydując przedostać się przez granicę na Słowację do krewnych Mali Zimetbaum. 6 lub 7 lipca 1944 roku w Beskidzie Żywieckim natknęli się na niemiecki patrol, który najpierw zatrzymał Zimetbaum, a następnie Galińskiego. Rozpoznanych jako uciekinierów odstawiono najpierw do Bielska, a następnie do KL Auschwitz I, gdzie osadzono ich w osobnych celach w bloku 11, tzw. „Bloku śmierci”. Za próbę ucieczki zostali skazani na śmierć przez powieszenie. Na ścianie w celi nr 20. „Bloku śmierci” w Muzeum Auschwitz-Birkenau w Oświęcimiu można przeczytać tekst zawierający nazwiska, numery obozowe oraz datę ostatniego dnia spędzonego na wolności po ucieczce pary z obozu: „531 Galiński Edward + 6. VII. 1944r. 19 880 Mally Zimetbaum +”, którego autorem jest najprawdopodobniej Galiński.
Edward Galiński został powieszony przez Lagerkapo obozu, Juppa Windecka, natomiast okoliczności śmierci Mali Zimetbaum zostały różnie przedstawione przez świadków. Nie została powieszona – udało jej się tuż przed egzekucją przeciąć żyletką nadgarstki, po czym interweniującego esesmana Taubego uderzyła w twarz. Po tym incydencie została pobita, a sposób wykonania kary śmierci natychmiast zmieniono na spalenie żywcem w krematorium. Zimetbaum zmarła w drodze do niego, wieziona na małym wózku przez więźniarki, lub została zastrzelona w krematorium przed spaleniem. Jako najprawdopodobniejsze daty śmierci obojga przyjmowane są dwie: 22 sierpnia lub 15 września 1944 roku.

## Upamiętnienie
- 1968: w Państwowym Muzeum Auschwitz-Birkenau w Oświęcimiu przechowywana jest pamiątka po Zimetbaum i Galińskim: dwa pukle włosów zawinięte w papier. Na jego brzegu ołówkiem Galiński napisał: „Mally Zimetbaum 19880, Edward Galiński 531”. Pukle, jako ostatnią wolę Galińskiego, otrzymał Wiesław Kielar, który przekazał je muzeum[1][2].
- 1995: ukazała się książka Lorenza Sichelschmidta „Mala: ein Leben und eine Liebe in Auschwitz”, Bremen, ISBN 978-3-924444-89-1.
- 2002: w Atenach został wystawiony musical „Μάλα. Η μουσική του ανέμου” (Mala. Muzyką wiatru) autorstwa Nikosa Karvelasa, premiera historii miłosnej między Malą Zimetbaum i Edwardem Galińskim. Główną rolę zagrała Ana Wisi[6].
- 2007: w Teatrze Maxim Gorki w Berlinie, odbyła się premiera sztuki „Mala Zementbaum” Armina Petrasa i Thomasa Lawinkyego, premiera historii miłosnej Malii i Edwarda[7].
- 2016: ukazała się książka Franceski Paci „Un amore ad Auschwitz”, Utet, Novara, ISBN 978-88-511-3690-1.
- 2020: ukazało się polskie wydanie książki Franceski Paci „Miłość w Auschwitz Edward Galiński i Mala Zimetbaum i uczucie silniejsze od śmierci” (tłum. Katarzyna Skórska), Prószyński Media, ISBN 978-83-8169-328-8.